# Владо Креслин
Владо Креслин (Белтинци у Прекомурју, 29. новембар 1953) словеначки је кантаутор и фолк рок музичар.

## Живот и посао
Своју музичку каријеру започео је у студентским годинама, први пут стекао признање као певач рок групе Мартин Крпан. Касније је наставио да свира мешавину словеначке народне и рок музике са Белтиншком бандом, фолклорном групом из његовог родног села, чији су остали чланови имали преко 70 година, и групом Мали Богови. Обе групе (са њим) често наступају заједно, мешајући неколико генерација на сцени заједно.
Данас је један од најпознатијих и веома цењених словеначких музичара и текстописаца, који се ослања на словеначко народно и етничко наслеђе , заузимајући своје уточиште на словеначкој музичкој сцени.  О њему се говорило као о етно-ревивалисту због своје модернизације словеначких народних песама као што је „Сви венци су венули“.  Са њим су сарађивали модерни словеначки рок бендови као што је Сидхарта.  Такође је наступао са групом Р.Е.М. и Дублинерс, Влатком Стефановским, Барселона Џипси и многим другим.
Његови годишњи концерти у Цанкар дворани у Љубљани постали су традиционални догађај у годишњем културном календару града. Константно наступа широм света, а два пута је наступао за Боба Дилана и неке друге светске групе. Његов жанр је врста блуза помешана са словеначком народном музиком. Поред извођења песама на словеначком, Креслинов репертоар обухвата и песме певане на енглеском, босанском/хрватском/српском и италијанском језику, као и народне песме певане на различитим дијалектима (из његовог родног Прекмурја, Међимурја, Словеначког приморја, Истре и др.)
Многе његове песме биле су основа за књиге и филмове, а посебно Namesto koga roža cveti (превод: Уместо кога цвета цвет), која је инспирисала истоимену награђивану књигу Ферија Лајшчека и била основа за филм Халгато. Такође је био глумац у неколико филмова, укључујући Халгато и Словенски анђео, и у представи Три друге сестре у Милвокију.

## Дискографија
- Владо Креслин - касета (ЗКП РТВ Љубљана, 1985)
- Od višine se zvrti - Martin Krpan, LP (ZKP RTV Ljubljana,1986)
- Bogovi in ovce – Martin Krpan, LP (ZKP RTV Ljubljana,1990)
- Namesto koga roža cveti - CD (ZKP RTV LJubljana,1991)
- Spominčice – Vlado Kreslin in Beltinška banda, CD (Bistrica1992)
- Najlepša leta našega življenja – Vlado Kreslin in Beltinška banda, CD (BIstrica,1993)
- Nekega jutra, ko se zdani – Vlado Kreslin in Mali bogovi, CD (BIstrica,1994)
- Pikapolonica – Vlado Kreslin, Mali bogovi in Beltinška banda, CD (Čarna,1996)
- Muzika –  CD (Založba Kreslin, 1998)
- Ptič – Vlado Kreslin CD (Založba Kreslin, 2000)
- Kreslinčice – Vlado Kreslin 2 CD((Založba Kreslin, 2002)
- Woyzeck – Vlado Kreslin (SNG Drama, Ljubljana), CD 2002
- Generacija – Vlado Kreslin CD (Založba Kreslin,2003)
- Koncert – Vlado Kreslin LIVE CD and 2 DVD (Založba Kreslin, 2005)
- Cesta – Vlado Kreslin CD (Založba Kreslin, 2007)
- Drevored – Vlado Kreslin CD (Založba Kreslin, 2010)
- LIVE in Cankarjev dom – Vlado Kreslin(1992–2011)(Založba Kreslin, 2011)
- Umjesto koga roža cveti – Vlado Kreslin (Dallas, 2013)
- Če bi midva se kdaj srečala – CD (Založba Kreslin, 2015)
- Balkan Reunion – Barcelona Gipsy & Klezmer Orchestra & Vlado Kreslin CD, (Diggers Music, Barcelona, 2016),
- Never Lose Your Soul – Guisse – Kreslin – Leonardi  CD (Intek, 2017)
- Greatest Hits – Vlado Kreslin 2 CD (Croatia Records, 2019)
- Kreslinovanje – Vlado Kreslin 2 Live CD (ZKP RTV Slovenija, 2019)
- Kreslinovanje – Vlado Kreslin LIVE 2 LP (ZKP RTV SLo, 2019)
- Kaj naj ti prinesem, draga – Vlado Kreslin CD (2019, Založba Kreslin)
- Namesto koga roža cveti - Vlado Kreslin LP (ZKP RTV SLO, 2021)

### Књиге
- 1991 – Namesto koga roža cveti / Sonček je in ti si skuštrana – Владо Креслин и Зоран Предин, књига песама (Lokvanj in Založba M&M)
- 1999 – Besedila pesmi – Владо Креслин, стихови са преводима на енглески, немачки и италијански и речник (Založba Drava, Celovec in Založba Čarna, Ljubljana)
- 1999 – Pesmarica – песмарица (Založba Kreslin)
- 2003 – Vriskanje in jok – књига песама (Založba GOGA)
- 2006 – Venci – Историја о Белтиншки банди, књига песама и ДВД (Издавачка кућа Креслин)
- 2009 – Pojezije – књига песама (Издавачка кућа Креслин)
- 2010 – Umijesto koga ruža cvijeta – књига песама (превод A.Burić, Издавачка кућа Шапинпахић, Сарајево)
- 2010 – Prije nego otvoriš oči – book of poems (transl. G.Filipi, Издавачка кућа Доминовић, Загреб)
- 2012 - Pesmarica 2  (Издавачка кућа Креслин)
- 2012 – Instead of Whom Does the Flower Bloom – Песме Влада Креслина (превод Urška Charney,Guernica Editions Inc.Toronto)
- 2018 – Zakartana ura - књига песама (Beletrina)
- 2019 – Prokockani sat - књига песама (transl. M.Vujčić, I. Sršen, Sandorf Zagreb)

### Филмови
- Geniji ali genijalci (Vozny) музика,1983
- Ljubezni Blanke Kolak (B.Jujaševič), музика, 1986
- Čisto pravi gusar(A.Tomašič), музика,1986
- Korak čez (I.Šmid) музика Мартин Крпан, music,1987
- Nekdo drug, глумац, 1989
- Halgato (A.Mlakar) глумац и музика, 1994
- Poredušov Janoš(A.Tomašič), музика,1998
- Poj mi pesem ( M.Zupanič) документарац, 2018